# 아지사카촌
아지사카촌(味坂村)은 일본 후쿠오카현 미이군에 설치되었던 촌이다. 현재의 오고리시의 일부에 해당한다.